# Świna

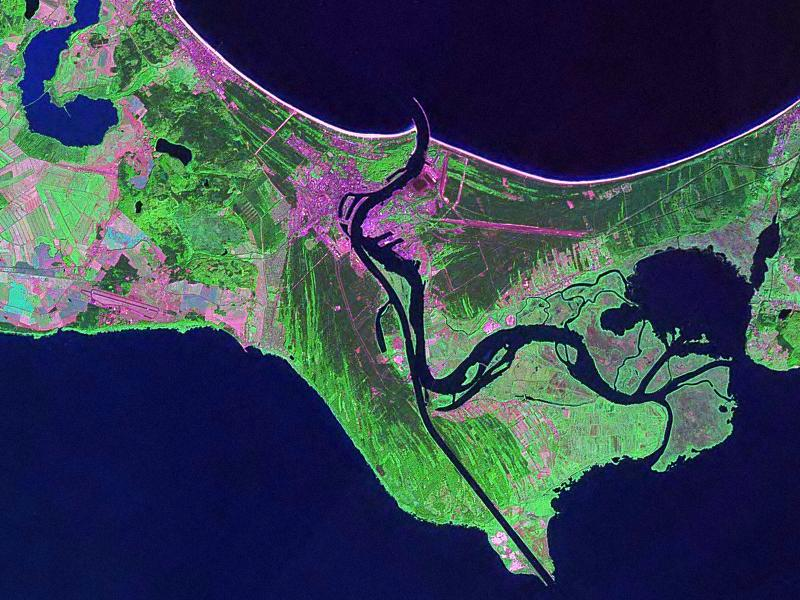
Landsat-Foto des Swinegebiets

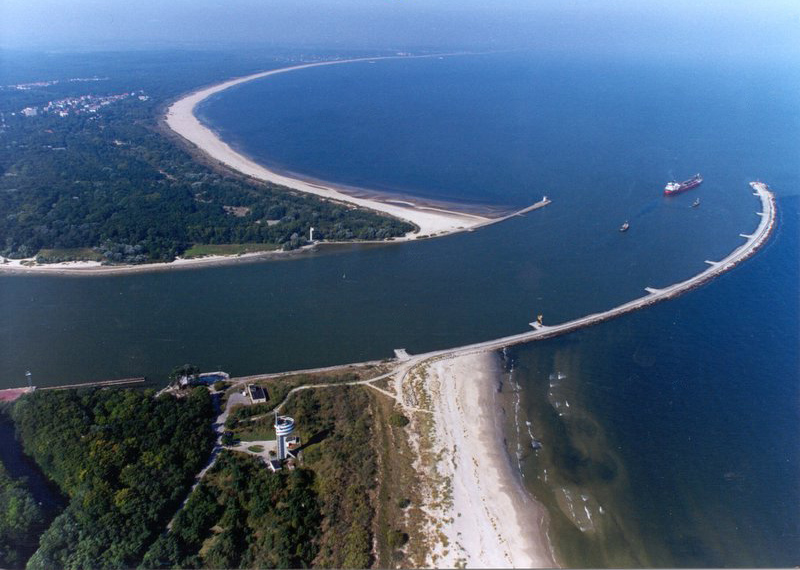
Mündung der Świna in die Pommersche Bucht

Die Świna [ɕfiːna] (deutsch Swine) ist ein Meeresarm der Ostsee, der zwischen den Inseln Usedom und Wolin (dt. Wollin) eine Verbindung zwischen dem Stettiner Haff und der Ostsee herstellt. Sie liegt in Polen und ist neben dem Peenestrom und der Dziwna (dt. Dievenow) eine von insgesamt drei solchen Seegatts. An ihrem Ausgang zur Ostsee liegt die nach ihr benannte Hafenstadt Świnoujście (dt. Swinemünde).
Die Świna besitzt prinzipiell eine meerwärts gerichtete Strömung, da das Wasser der Oder hauptsächlich diesen Weg vom Stettiner Haff zur Ostsee nimmt. Bei anhaltenden Nordwinden kann sich die Strömung jedoch auch umkehren und Ostseewasser durch die Świna ins Haff drücken. Da das von der Ostsee eindringende Wasser stark sedimentbelastet ist, hat sich ein sehr seltenes Rückseitendelta (auch: rückläufiges Delta) zum Haff hin entwickelt.

## Geschichte

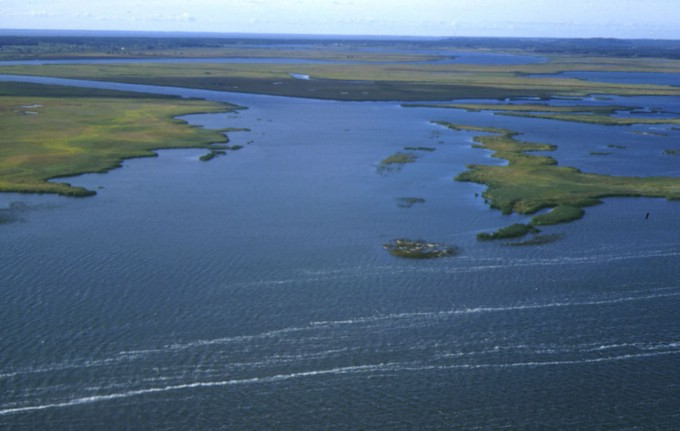
Delta der Świna

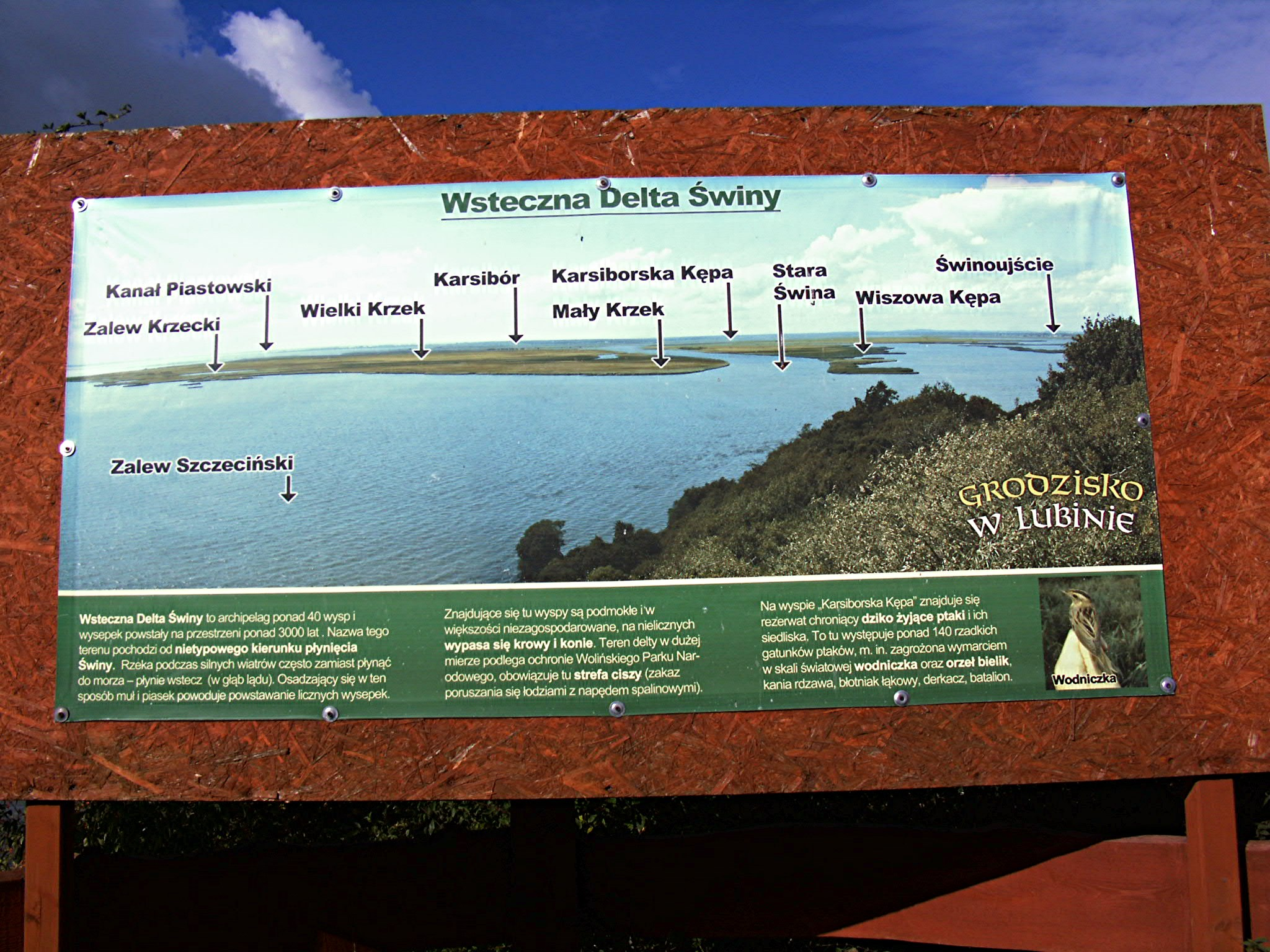
Infotafel am Burgwall in Lubin

Von 1729 bis 1745 wurde die Swine vertieft, um sie für Handelsschiffe von und nach Stettin passierbar zu machen. Ziel der preußischen Verwaltung war es, eine alternative Route zum schwedisch kontrollierten Peenestrom zu errichten. Für die mit großen Kosten verbundene Maßnahme wurden weitere finanzielle Unterstützungen an Schiffer und Kaufleute gegeben. Diese waren mit der Auflage verbunden, die Swine zur Durchfahrt zu nutzen. Trotzdem behielten die meisten pommerschen Schiffe ihre traditionelle Route über den Peenestrom bei. Sie zogen es trotz der an die Schweden zu entrichtenden Zollgebühren vor, in Wolgast zusätzliche Geschäfte machen zu können. Die Verwaltung von Schwedisch-Pommern hatte dagegen ihren Untertanen die Swinedurchfahrt verboten. Erst nach dem Ausbau des Swinemünder Hafens 1746 kam es zu einer Belebung des Holzhandels über die Swine.

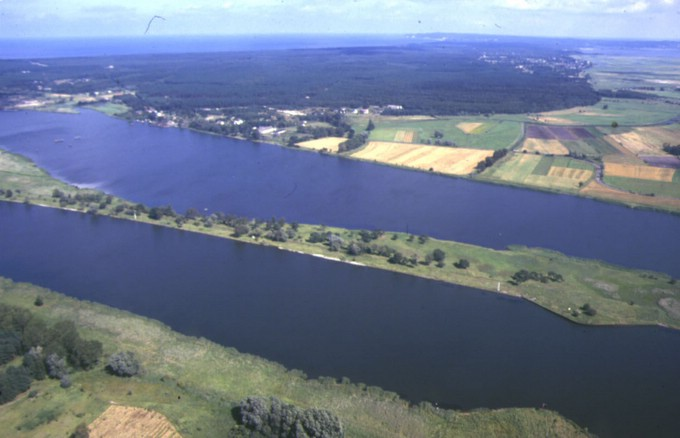
Świna (hinten) und Mellinfahrt

Anfang der 1880er Jahre wurde die Swine für die Seeschifffahrt erneut vertieft und durch die Mellinfahrt (heute Kanał Mieliński) begradigt. Durch die 1880 fertiggestellte Kaiserfahrt, heute Kanał Piastowski wurde der Südosten Usedoms mit den Orten Caseburg (heute Karsibór), Woitzig und Lohberg (heute nicht mehr vorhanden) zu einer eigenen Insel. Heute ist die Insel Karsibór anstelle der früheren einspurigen Brücke mit einer modernen Brücke über die Stara Świna (dt. Alte Swine) mit der Insel Wolin verbunden.

## Querungen

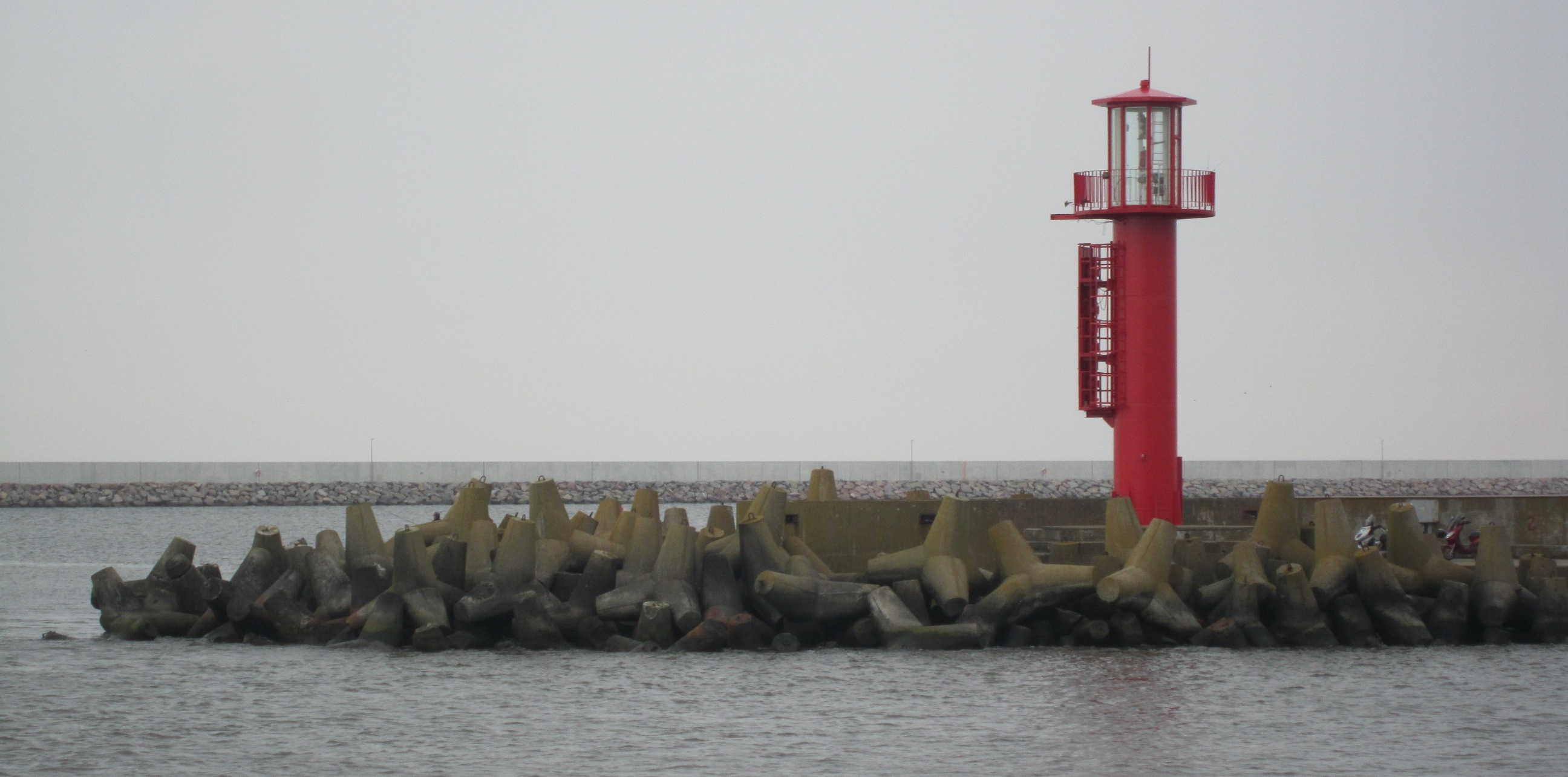
Östliches Molenfeuer an der Mündung der Świna in die Ostsee

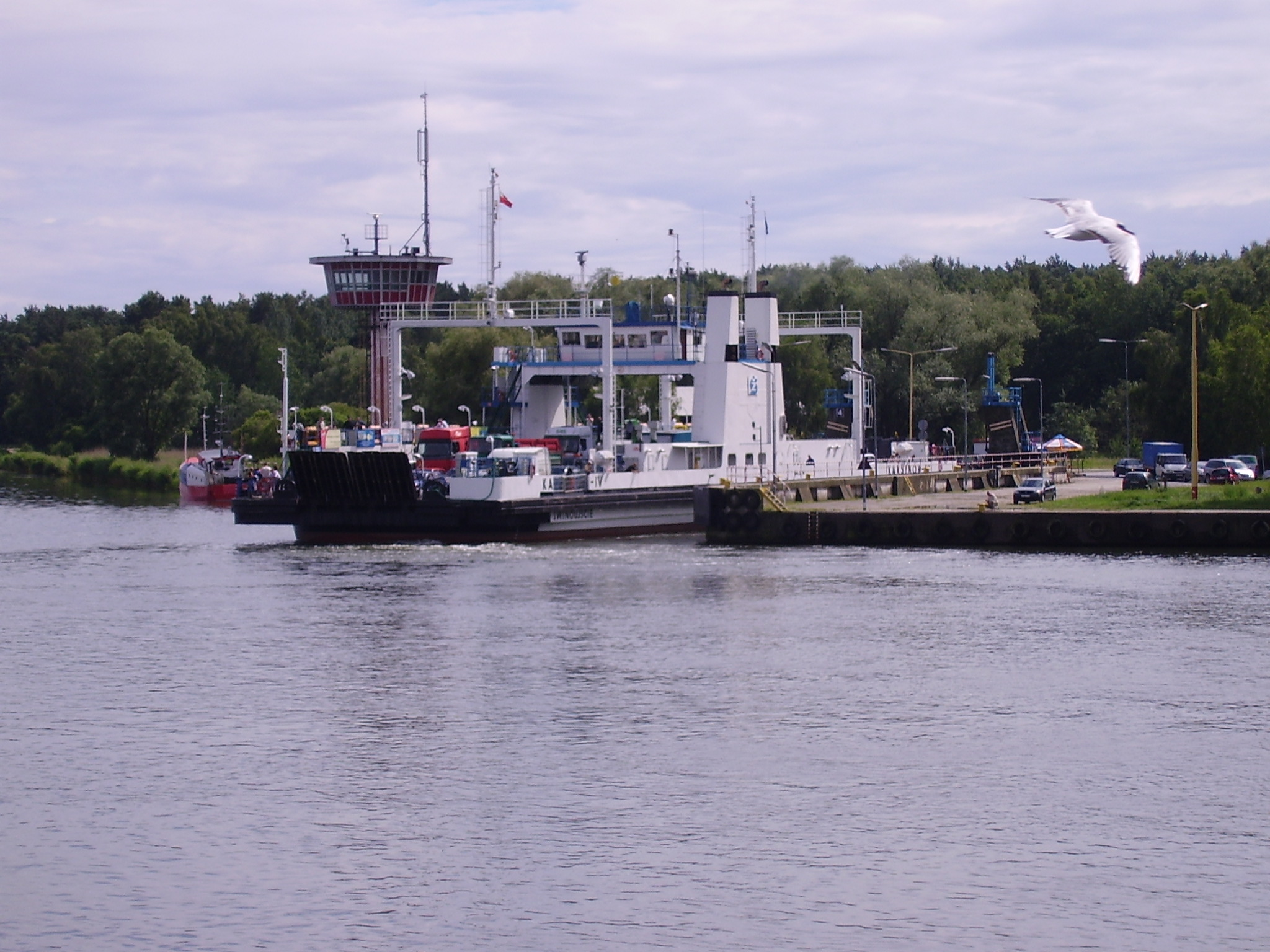
Fährschiff Karsibór 3

Bereits 1230 ließ Herzog Barnim I. von Pommern eine Fährverbindung über die Świna einrichten. Den Dörfern Ost- und Westswine wurde gegen Zahlung einer Pacht das Recht und die Pflicht übertragen, die Fähre zu betreiben. Ab 1874 wurden Dampfschiffe für den Fährverkehr eingesetzt. Seit 1900 bestand auch ein Trajekt für die Eisenbahnlinie Wollin–Ostswine.
Die Verbindung zwischen der Insel Usedom und der Insel Wolin wird heute durch zwei Fährübergänge gewährleistet, die von Fußgängern und Radfahrern, aber auch von Kraftfahrzeugen benutzt werden können. Die vom Hafen am Westufer der Świna ausgehende Linie zum Stadtteil Warszów (Ostswine) wird vorzugsweise von Pkw genutzt und ist offiziell den Einwohnern der heute auf beiden Seiten der Świna gelegenen Stadt Świnoujście vorbehalten. Die zweite Linie, die unmittelbar nördlich der Einmündung in die Kaiserfahrt verläuft, verfügt über größere Fährschiffe und wird stärker für den Güterverkehr vom und zum polnischen Teil der Insel Usedom und von auswärtigen Pkw genutzt. Eine Überquerung der Świna im Eisenbahnverkehr ist heute ebenso wenig möglich wie eine Weiterfahrt des Schwerlastverkehrs über die Grenzübergänge auf Usedom nach Deutschland.
Im Frühjahr 2017 wurde ein Abkommen unterzeichnet, das einen Tunnelbau unter der Swine vorsah. Der Baubeginn erfolgte 2019. Am 30. Juni 2023 wurde der fertiggestellte 1,76 km lange Swinetunnel für den Verkehr freigegeben. Der Tunnel führt bis zu 16,5 Meter unterhalb des Swine-Grundes. Die Fahrzeit beträgt zwischen zwei und fünf Minuten und bedeutet eine erhebliche Zeitverkürzung gegenüber den bis dahin bestehenden Optionen. Seine Nutzung ist kostenlos.